# Asylum (álbum de Disturbed)
Asylum é o quinto álbum de estúdio da banda norte-americana de heavy metal Disturbed. Com base e inspiração na vida de David Draiman (além de várias situações do mundo atual), Asylum tem por objetivo dar um novo estilo e um novo caminho para a banda, ao mesmo tempo que soa como os álbuns anteriores. O álbum foi liberado em 31 de agosto de 2010 nos Estados Unidos pela Reprise Records. Uma turnê para divulgar o álbum, intitulada Asylum Tour, começou em agosto de 2010.
Asylum estreou em primeiro lugar na Billboard 200 vendendo aproximadamente 179 mil cópias em sua semana de estréia, de acordo com a Nielsen Soundscan. Esse é o quarto álbum concetutivo do Disturbed que alcança o topo das paradas na América do Norte. As outras duas bandas de rock a fazerem isso são Metallica e Dave Matthews Band

## Faixas
Todas as músicas compostas por Disturbed.
| CD             |                          |         |  |
| N.º            | Título                   | Duração |  |
| 1.             | "Remnants"               | 2:43    |  |
| 2.             | "Asylum"                 | 4:36    |  |
| 3.             | "The Infection"          | 4:08    |  |
| 4.             | "Warrior"                | 3:24    |  |
| 5.             | "Another Way to Die"     | 4:13    |  |
| 6.             | "Never Again"            | 3:33    |  |
| 7.             | "The Animal"             | 4:13    |  |
| 8.             | "Crucified"              | 4:36    |  |
| 9.             | "Serpentine"             | 4:09    |  |
| 10.            | "My Child"               | 3:17    |  |
| 11.            | "Sacrifice"              | 4:00    |  |
| 12.            | "Innocence"              | 4:31    |  |
| 13.            | "ISHFWILF" (Cover do U2) | 5:26    |  |
| Duração total: | Duração total:           | 52:52   |  |

## Lançamento
| Região         | Data                                    | Distribuidora          | Formato               |
| -------------- | --------------------------------------- | ---------------------- | --------------------- |
| Austrália      | 27 de agosto de 2010                    | Warner Music Austrália | CD e Download digital |
| Alemanha       | 27 de agosto de 2010                    | Warner                 | CD e Download digital |
| Reino Unido    | 30 de agosto de 2010                    | Reprise                | CD e Download digital |
| União Europeia | 31 de agosto de 2010[carece de fontes?] | Reprise                | CD e Download digital |
| Estados Unidos | 31 de agosto de 2010                    | Reprise                | CD e Download digital |